# Uvaria pierrei
Uvaria pierrei är en kirimojaväxtart som beskrevs av Achille Eugène Finet och François Gagnepain. Uvaria pierrei ingår i släktet Uvaria och familjen kirimojaväxter. Inga underarter finns listade i Catalogue of Life.